# Тропанець Борис Якович
Борис Якович Тропанець (рум. Boris Tropaneț; нар. 11 жовтня 1964, Зоря, Одеська область, УРСР — пом. 22 травня 2008) — радянський та молдовський футболіст та тренер.

## Кар'єра гравця
Народився в селі Зоря. Перші кроки в футболі робив у ДЮСШ смт Сарата, перший тренер — В.Р. Златов. Потім перейшов у СДЮШОР «Чорноморець» (Одеса). У 1982—1983 роках виступав у дублюючому складі одеситів. На професіональному рівні дебютував 22 лютого 1984 року в переможному (3:0) домашньому поєдинку 1/16 фіналу кубка СРСР проти краснодарської «Кубані». Тропанець вийшов у стартовому складі, але отримавши жовту картку, на 80-й хвилині його замінив Ігор Соколовський. У Вищій лізі СРСР дебютував в складі одеського «Чорноморця» 11 березня 1984 року в програному (0:1) виїзному поєдинку 1-о туру проти московського «Торпедо». Борис вийшов на поле на 76-й хвилині замість Ігора Наконечного. вперше на професіональному рівні відзначився голом 1 липня 1984 року на 46-й хвилині переможного (2:1) домашнього поєдинку 17-о туру Вищої ліги проти харківського «Металіста». Борис вийшов на поле в стартовому складі та відіграв увесь матч. Того сезону у «вишці» зіграв 4 матчі та відзначився 1 голом, ще 2 поєдинки провів у кубку СРСР.
У 1985 році Борис Трапанець був призваний на військову службу, яку проходив у друголіговому київському СКА. По ходу сезону 1986 року повернувся до «Чорноморця», але вибороти місце в першій команді не зумів й решту сезону виступав у дублі, в складі якого відзначився 2-а голами в першості дублерів. Наступного сезону також не зміг стати основним гравцем, зігравши 2 матчі в першій команді. Тому по ходу сезону переходить в кишинівський «Ністру», який на той час виступав у Другій лізі. У 1988 році допоміг кишинівському клубу вийти до Першої ліги, але по ходу сезону 1989 року перейшов до іншої першолігової команди, сімферопольської «Таврія». У футболці «кримчан» відіграв 21 матч (1 гол) у чемпіонаті, а наступного сезону знову захищав кольори «Ністру». В складі молдовського клубу виступав до 1991 року. У 1991 році по ходу сезону приєднався до тираспольського «Тилігула».
У 1991 році вихав за кордон, у Польщу, де підписав контракт з місцевим друголіговим клубом «Полонія» (Битом). У сезоні 1991/92 років у польській першості зіграв 9 матчів та відзначився 2-а голами.
У 1992 році повернувся в Молдову, де підписав контракт з вищоліговим «Амоком» (Кишинів), в футболці якого відіграв 29 матчів та відзначився 8-а голами. У 1993 році виїхав до Росії, де став гравцем місцевого КАМАЗа. Кольори клубу з Набережних Човнів захищав до 1996 року. У Кубку Інтертото 1996 року зіграв 4 матчі за КАМАЗ. Був капітаном КАМАЗа. У Вищій лізі Росії зіграв 70 матчів та відзначився 12-а голами, ще 5 матчів (3 голи) провів у Кубку Росії. У 1996 році залишив розташування російського клубу й переїхав до Південної Кореї. Підписав контракт з «Пучхон Юкон», який виступав у Корейській Суперлізі. Проте закріпитися в південнокорейському клубі Борису не вдалося й зігравши 1 матч у корейському чемпіонаті того ж 1996 року повернувся до КАМАЗа. Проте повернення виявилося не дуже вдалим. Тропанець був гравцем основного складу, але за підсумками сезону команда вилетіла до Першої ліги. Сезон 1998 року Борис розпочав у команді з Набережних Човнів, а продовжив — у саратовському «Соколі».
У 1998 році повернувся до «Зімбру», в складі якого став переможцем національного чемпіонату (2000) і дійшов з цим клубом до третього кваліфікаційного раунду Ліги чемпіонів сезону 1999/00 років. Другу частину сезону 2000/01 років провів в «Олімпії» (Бєльці), але зігравши 1 матч залишив розташування клубу. Того ж року виїхав до Індонезії, де підписав контракт з представником вищого дивізіону місцевого чемпіонату, клубом «Пусам Самурін» (10 матчів, 2 гола). У цьому клубі й завершив кар'єру футболіста. 

## Тренерська діяльність
Тренерську кар'єру розпочав помічником тренера в молдавських клубах «Хинчешти» й «Зімбру».
Із серпня 2004 по червень 2007 року очолював молодіжну збірну Молдови, яка була близькою до виходу у фінальну частину молодіжного чемпіонату Європи. Найуспішніші матчі — нічийні результати зі збірною Англії (2:2), Шотландії (0:0), перемога над Грузією (5:1). Ряд гравців молодіжної збірної під його керівництвом пізніше стали виступати за основну команду країни: Олександр Єпуряну, Віталій Бордіян, Александру Гацкан, Ігор Бугайов, Микола Жосан.

## Цікаві факти
- На честь Бориса Тропанця в його рідному селищі названий стадіон, на якому свої домашні поєдинки проводить ФК «Балкани» (Зоря).
- Дочка Бориса Тропанця - Аліна Тропанець, відомий підприємець у Кишиневі (Молдова), засновник компанії з декору та організації заходів XO studio, а також відомої в Столиці Молдови студії флористики XOstudio FLOWERS. Аліна бере активну участь у соціальних програмах і благодійності.